# Discografia de Hailee Steinfeld
A atriz e cantora norte-americana Hailee Steinfeld lançou um extended play, quatro singles, um single promocional. Seu extended play de estréia, Haiz, foi lançado pela Republic Records em 13 de Novembro de 2015. "Love Myself" foi lançado em 7 de Agosto de 2015, como primeiro single do Haiz Estreou no chart da Billboard Pop Songs no número 27, marcando a maior estréia de uma artista solo feminina na parada desde "Torn" que estreiou no número 26 em 1998, por fim a canção chegou na posição de pico de número 15. A canção também chegou ao número 30 na Billboard Hot 100 e atingiu o top 40 nas paradas de singles em outros seis países, incluindo Canadá, Nova Zelândia e Suécia. O segundo single, "Rock Bottom", foi lançado em 27 de Fevereiro de 2016, com a participação da banda americana DNCE.

## Extended plays
| Haiz                                                                                   | - Lançamento: 13 de Novembro de 2015 - Formato(s): CD, download digital - Gravadora: Republic | 57 | 38 | 76 |
| "—" denota álbuns que não entraram nas paradas musicais ou não foram lançados no país. |                                                                                               |    |    |    |

## Singles

### Como artista principal
| "Love Myself"                                                                                                 | 2015 | 30  | 15 | 92 | 15 | 51 | 69 | 20 | 19 | 35 | 180 | - : 2× Platina - : Prata - : Platina - : Platina - : Ouro - : 2× Platina - : Ouro                        | Haiz               |
| "Rock Bottom" (com participação de DNCE)                                                                      | 2016 | 103 | 33 | 39 | 61 | —  | —  | —  | —  | —  | —   | - : Ouro - : Ouro                                                                                        | Haiz               |
| "Starving" (com participação de Grey & Zedd)                                                                  | 2016 | 12  | 5  | 5  | 9  | 17 | 39 | 11 | 5  | 15 | 5   | - : 3× Platina - : 2× Platina - : Platina - : Platina - : Platina - : Platina - : 4× Platina - : Platina | Haiz               |
| "Most Girls"                                                                                                  | 2017 | 58  | 26 | 18 | 42 | 29 | —  | —  | 38 | —  | 38  | - : Platina - : Platina - : Prata - : Platina                                                            | ASA                |
| "Let Me Go" (com Alesso e participação de Florida Georgia Line e Watt)                                        | 2017 | 40  | 17 | 12 | 18 | 18 | 69 | 40 | 14 | 35 | 30  | - : Platina - : 2× Platina - : Prata - : Ouro - : 2× Platina - : 2× Platina - : Platina                  | ASA                |
| "Capital Letters" (with BloodPop)                                                                             | 2018 | —   | —  | 32 | 69 | 38 | —  | 17 | —  | 42 | 39  | - : Ouro                                                                                                 | Fifty Shades Freed |
| "—" denota um lançamento que não foi lançado no território ou não conseguiu entrar na tabela musical do país. |      |     |    |    |    |    |    |    |    |    |     | |                    |

### Como artista convidada
| Ano  | Canção                                                     | Álbum                         |
| ---- | ---------------------------------------------------------- | ----------------------------- |
| 2015 | "How I Want Ya" (Hudson Thames com Hailee Steinfeld)       | Lip Tricks                    |
| 2016 | "Fragile" (Prince Fox com Hailee Steinfeld)                | Não adicionado a nenhum álbum |
| 2017 | "Digital Love" (Digital Farm Animals com Hailee Steinfeld) | Não adicionado a nenhum álbum |
| 2017 | "Show Your Love" (Kato & Sigala com Hailee Steinfeld)      | Não adicionado a nenhum álbum |
| 2017 | "At My Best" (Machine Gun Kelly com Hailee Steinfeld)      | Não adicionado a nenhum álbum |

### Singles promocionais
| Ano  | Canção          | Álbum |
| ---- | --------------- | ----- |
| 2015 | "You're Such A" | Haiz  |

## Outras aparições
| Ano  | Música                                        | Outro artista(s)          | Álbum           |
| ---- | --------------------------------------------- | ------------------------- | --------------- |
| 2014 | "Tell Me If You Wanna Go Home" (Roof Top Mix) | Keira Knightley           | Begin Again     |
| 2015 | "Riff Off"                                    | Elenco de Pitch Perfect 2 | Pitch Perfect 2 |
| 2015 | "Convention Performance"                      | Elenco de Pitch Perfect 2 | Pitch Perfect 2 |
| 2015 | "Back to Basics"                              | Elenco de Pitch Perfect 2 | Pitch Perfect 2 |
| 2015 | "Cups ("When I'm Gone")"                      | Elenco de Pitch Perfect 2 | Pitch Perfect 2 |
| 2015 | "World Championship Finale 2"                 | Elenco de Pitch Perfect 2 | Pitch Perfect 2 |
| 2015 | "Flashlight" (Sweet Life Remix)               | —                         | Pitch Perfect 2 |

## Vídeos musicais
| Ano  | Canção            | Director(es)     |
| ---- | ----------------- | ---------------- |
| 2015 | "Love Myself"     | Hannah Lux Davis |
| 2016 | "Rock Bottom"     | Malia James      |
| 2016 | "Starving"        | Darren Craig     |
| 2017 | "At My Best"      | Hannah Lux Davis |
| 2017 | "Most Girls"      | Hannah Lux Davis |
| 2017 | "Let Me Go"       | Emil Nava        |
| 2018 | "Capital Letters" | Hannah Lux Davis |

### Aparições
| Ano  | Título                                           | Artista                                               | Diretor         |
| ---- | ------------------------------------------------ | ----------------------------------------------------- | --------------- |
| 2012 | "Endlessly"                                      | The Cab                                               | Elliott Sellers |
| 2015 | "Bad Blood" (com participação de Kendrick Lamar) | Taylor Swift                                          | Joseph Kahn     |
| 2015 | "Sing"                                           | Pentatonix                                            | Christian Lamb  |
| 2017 | "Freedom! '90 x Cups"                            | The Bellas and The Voice Season 13 Top 12 Contestants | —               |